# Glabridorsum simulatum
Glabridorsum simulatum är en stekelart som beskrevs av Jonathan 2000. Glabridorsum simulatum ingår i släktet Glabridorsum och familjen brokparasitsteklar. Inga underarter finns listade i Catalogue of Life.